# 克里斯·科林斯
克里斯托弗·卡爾·“克里斯”·科林斯（英語： Christopher Carl "Chris" Collins，1950年5月27日—）是美國紐約州的一位政治家。他的黨籍是共和黨。

## 生平
自2013年開始，他是紐約州第27選舉區選出的聯邦眾議員。他在2016年美國總統選舉時在2月份就宣布支持川普。2018年8月8日，由于被指控内线交易并提供虚假信息，科林斯被美国联邦调查局逮捕。2019年9月30日，科林斯辭去聯邦眾議員。後被判26个月监禁，但於2020年12月22日被美國總統特朗普赦免。